# 玉环湖韵国际雕塑公园·艺术馆
玉环湖韵国际雕塑公园·艺术馆是一家位于中华人民共和国浙江省玉环市（台州市代管）玉环经济开发区的雕塑艺术馆，坐落于玉环湖畔，由浙江玉环湖韵文创发展有限公司运营。该艺术馆为玉环首座湖滨综合艺术馆。

## 历史
2019年11月13日，玉环首座艺术馆——玉环湖韵国际雕塑公园·艺术馆在玉环湖畔（玉环湖绿道二期）开馆，该馆由玉环湖韵公司运营。该项目是台州市“500精英计划”创业人才项目，入选于2018年。艺术馆的负责人为中国美术家协会会员，福州大学厦门工艺美术学院雕塑系主任、副教授、雕塑与公共艺术研究所所长，玉环湖韵公司股东万吉欣。该馆分为两部分，室内展厅为上下两层的小楼，建筑面积约为350平方米。室外则是全开放的雕塑公园。艺术馆开馆时间为每天9时至17时，无需门票、预约，可免费进入，夜晚则可以进入雕塑公园。《今日玉环》认为，该馆对补齐文化发展短板，重塑海湾城市文化品格，不断推进公共文化服务体系建设起到重要作用。

## 展品及活动
馆内陈列有200余件国内外艺术家创作的雕塑作品等，雕塑公园中涵盖有写实、抽象等不同种类的雕塑。馆内有高4.5米、不锈钢材质的巨型雕塑作品《水》，由王灵华于2015年设计。该馆是玉环市非物质文化遗产展示体验点——“玉环安人金属雕塑体验点”的所在地，发源于玉环市沙门镇安人村，该村目前经济仍以金属雕塑为主导。

## 运营公司

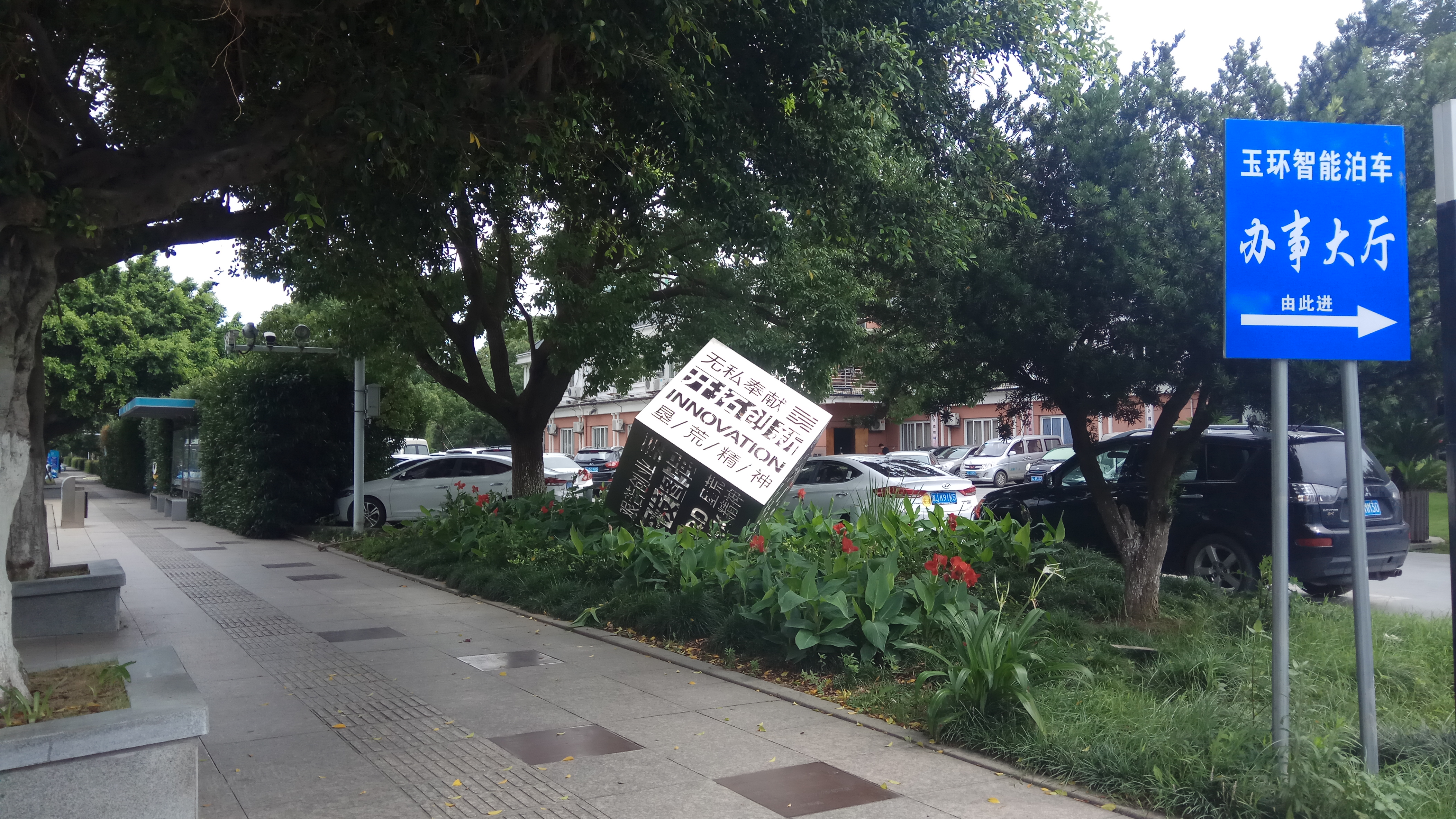
该公司为玉环市志愿服务“益”条街设计的金属雕像作品

该馆由浙江玉环湖韵文创发展有限公司运营。该公司于2018年7月4日成立，注册地位于玉环经济开发区滨江大道1号，曾在“玉环市志愿服务‘益’条街一期氛围营造雕塑装置”项目中中标。公司的法定代表人为王灵华，他工作于锻造技艺行业。

## 图集

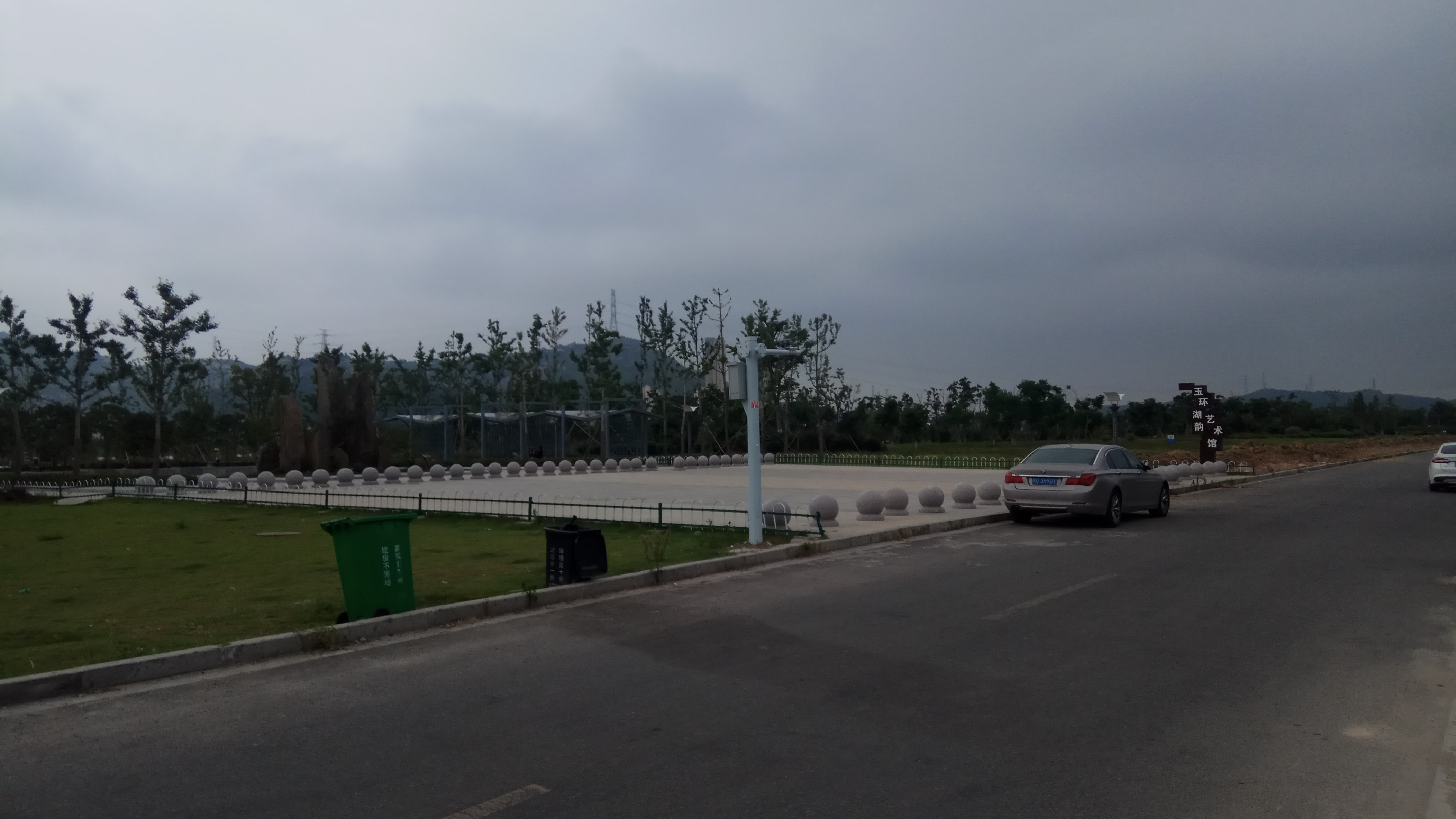
公园入口。
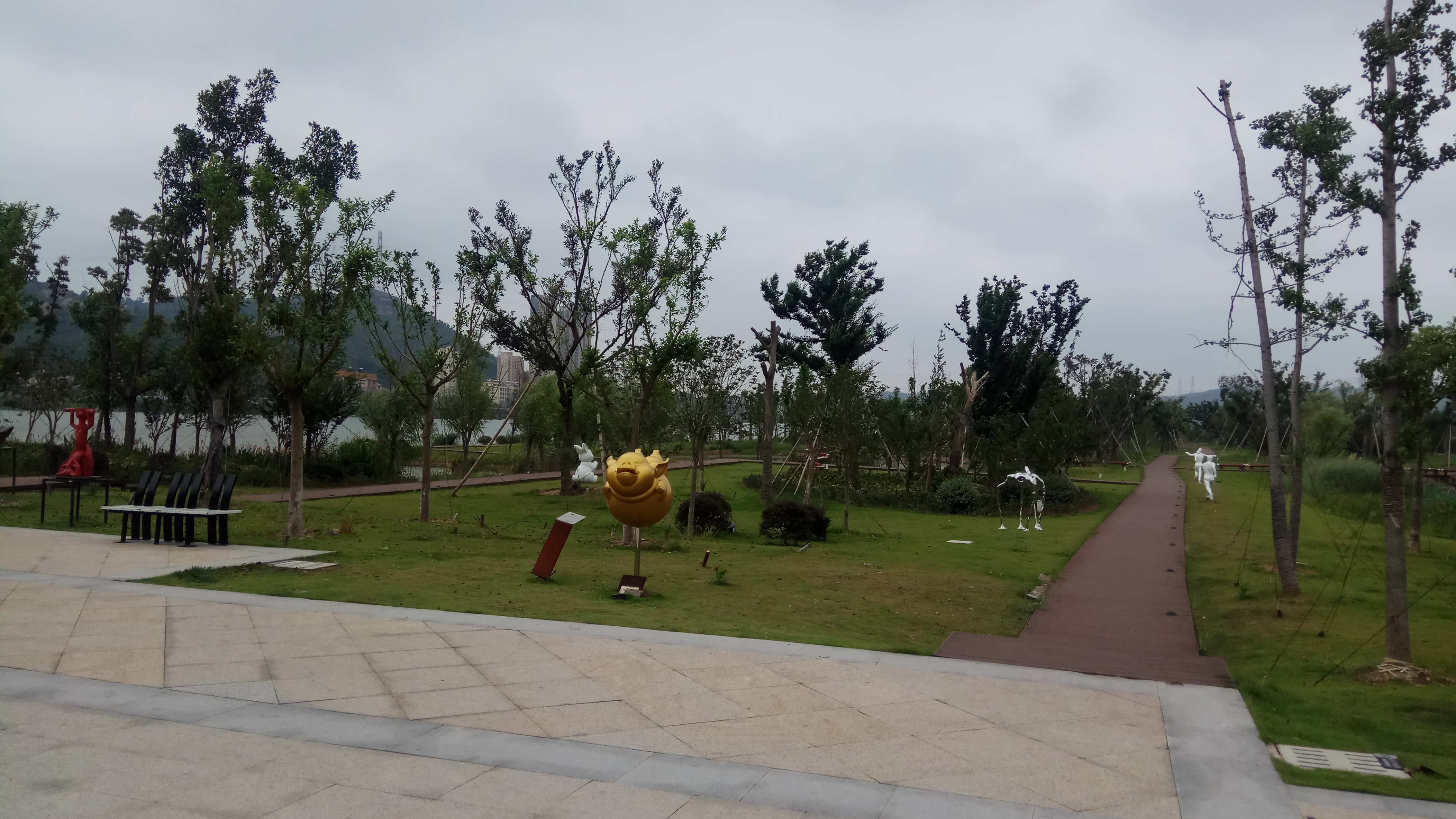
馆外公园内的一些金属雕塑。
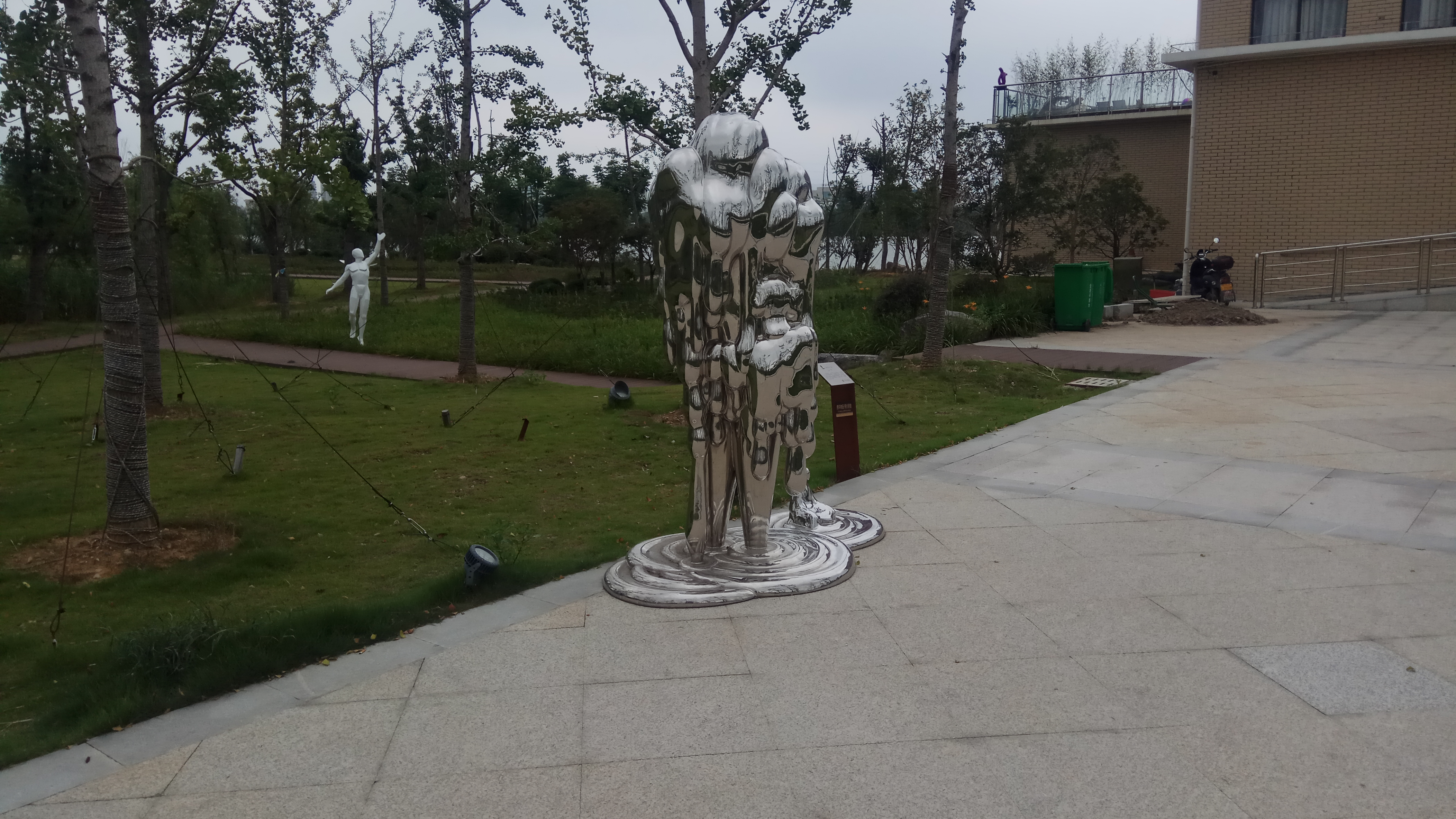
馆外公园内的一些金属雕塑。
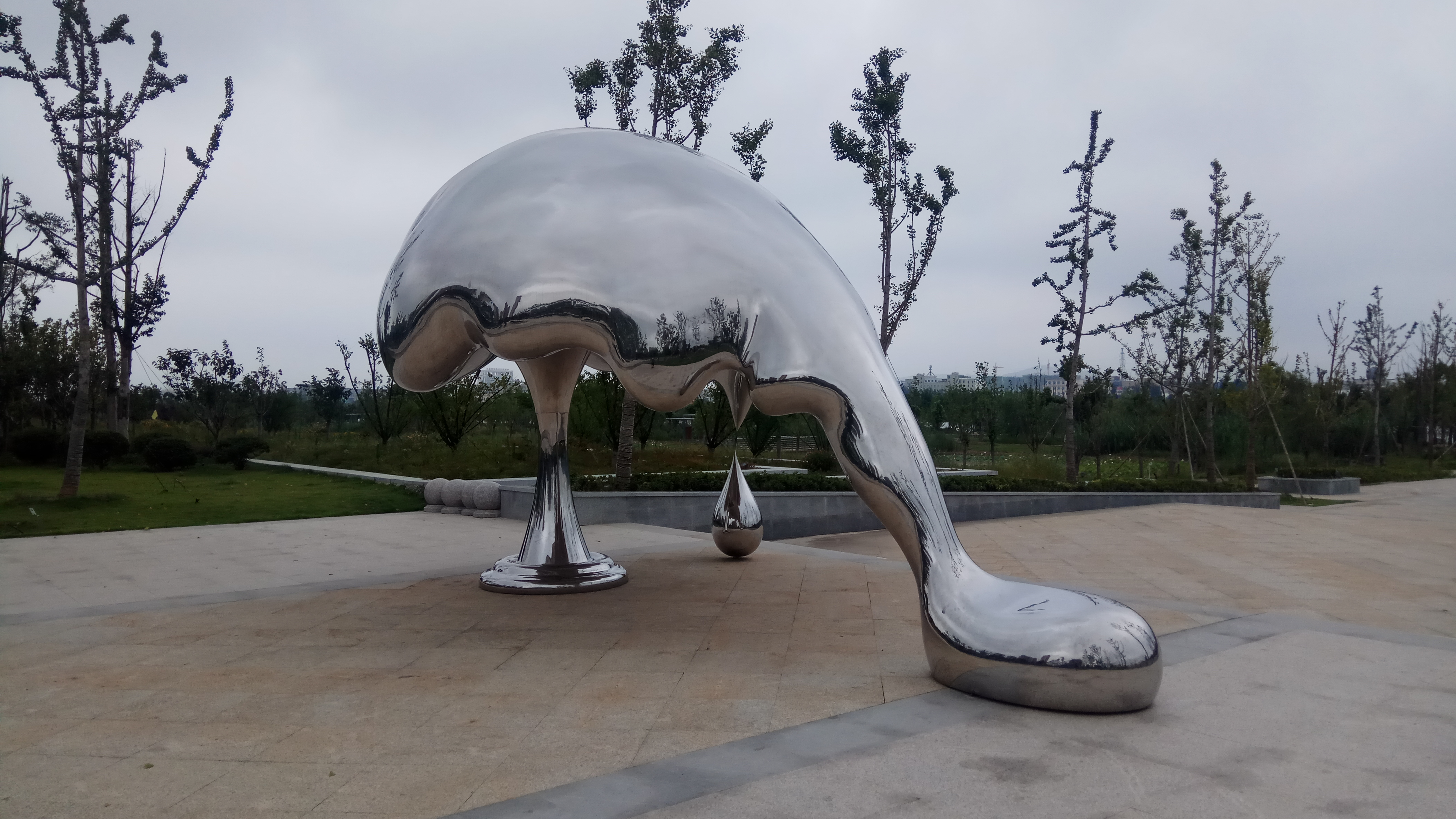
《水》